# Mesene eupteryx
Mesene eupteryx är en fjärilsart som beskrevs av Bates 1868. Mesene eupteryx ingår i släktet Mesene och familjen Riodinidae. Inga underarter finns listade i Catalogue of Life.